# Estación de Compostela
Compostela fue una estación de trenes que se encuentra en Compostela, Nayarit.

## Historia
La estación fue construida sobre la línea troncal de la Southern Pacific Railroad de Mexico, la cual estaba destinada a comunicar la frontera norte de Sonora con la ciudad de Guadalajara. Esta compañía fue sucesora del Ferrocarril Cananea-Río Yaqui y Pacífico, por traspaso que se hicieron mediante escritura el 24 de junio de 1909. En 1918 estaba construida la línea desde Nogales  hasta La Quemada.